# Aeroportul Mitzic
Aeroportul Mitzic (IATA: MZC, ICAO: FOOM) este un aeroport din Gabon ce deservește zona Mitzic. A fost numit după zona deservită.
Situat la o altitudine de 583 m, aeroportul dispune de o singură pistă.